# Marie Marc Fatôme
Paul Marie Marc Fatôme, właśc. Paul Victor Fatôme (ur. 31 grudnia 1873 w Cherbourgu, zm. 28 sierpnia 1951 w Nantes) – biskup Kościoła Katolickiego Mariawitów.

## Życiorys

### Duchowny starokatolicki
Paul Fatôme był Francuzem pochodzącym z Normandii. Początkowo kształcił się w rzymskokatolickim seminarium duchownym w Coutances. Po przyjęciu niższych święceń porzucił Kościół katolicki i przystąpił do ruchu starokatolickiego. Naukę i przygotowania do prezbiteriatu kontynuował w Bernie. 30 grudnia 1905 przyjął święcenia kapłańskie z rąk biskupa Kościoła Chrześcijańskokatolickiego Szwajcarii, Eduarda Herzoga.
Jako kapłan pracował dla Misji Starokatolickiej we Francji. W latach 1911–1936 pełnił funkcję proboszcza starokatolickiej parafii św. Grzegorza w Nantes. W latach 1914–1918 podczas Wielkiej Wojny służył jako sanitariusz w armii francuskiej. Jeszcze przed I wojną światową nawiązał współpracę ze Starokatolickim Kościołem Mariawitów. Złożył akces do Zgromadzenia Kapłanów Mariawitów. Jako duchowny mariawicki Paul Fatôme przyjął imię zakonne Marie Marc. W późniejszych latach kilkakrotnie odwiedzał Polskę.
W latach trzydziestych XX wieku ksiądz Paul Fatôme widząc szanse rozwoju swojej wspólnoty postanowił uzyskać autokefalię dla Kościoła starokatolickiego we Francji. Podjął starania o sakrę biskupią. Biskupi Unii Utrechckiej Kościołów Starokatolickich byli jednak temu przeciwni i nie wyrazili zgody na utworzenie nowej diecezji starokatolickiej. W 1936 Paul Fatôme zerwał więc interkomunię z Unią Utrechcką i wraz ze swoją parafią podporządkował się jurysdykcji arcybiskupa Kościoła Katolickiego Mariawitów, Jana Marii Michała Kowalskiego.

### Biskup mariawicki
4 września 1938 w Felicjanowie, arcybiskup Maria Michał Kowalski konsekrował Paula Fatôme na biskupa mariawickiego z zadaniem prowadzenia misji Kościoła Katolickiego Mariawitów we Francji. Działalność Paula Fatôme została ograniczona przez wybuch II wojny światowej. Biskup nie wprowadzał też w podległej mu kustodii reform kościelnych, które były realizowane w parafiach mariawickich (denominacji felicjanowskiej) na Litwie i w Polsce. 
Po zakończeniu II wojny światowej biskup Fatôme podjął się odbudowy Kościoła Mariawitów we Francji. Była to wówczas bardzo nieliczna wspólnota chrześcijańska, a na skutek zmian politycznych mająca ograniczone możliwości kontaktu z centralą Kościoła Katolickiego Mariawitów. Paul Marie Marc Fatôme próbował zatem samodzielnie prowadzić misję i za aprobatą Rady Przełożonych tworzyć nowe mariawickie struktury kościelne w Europie Zachodniej. W 1949 konsekrował na swojego biskupa pomocniczego i koadiutora, Piotra Marię Gastona Perrier. W tym samym roku konsekrował na biskupa Helmuta Marię Pawła Maasa zapoczątkowując misję mariawicką w Niemczech.